# Genie (película)
Genie es una película de comedia fantástica navideña estadounidense de 2023 dirigida por Sam Boyd y escrita por Richard Curtis. Es una nueva versión de la película para televisión británica de 1991 Bernard and the Genie, también escrita por Curtis. La película está protagonizada por Melissa McCarthy, Paapa Essiedu, Denée Benton, Marc Maron, Jordyn McIntosh, Luis Guzmán y Alan Cumming. Fue estrenada en Peacock el 22 de noviembre de 2023.

## Reparto
- Melissa McCarthy como Flora
- Paapa Essiedu como Bernard
- Denée Benton como Julie
- Jordyn McIntosh como Eve
- Alan Cumming como Flaxman
- Marc Maron como Lenny
- Tate Ellington como Johnny
- LaChanze como Abuela Patty
- Ellen Cleghorne como madre de Bernard
- Oberon Adjepong como padre de bBernard
- Ego Nwodim como Dianna
- John Reynolds como Marvin
- Nyasha Hatendi como Pete
- Emanuele Secci como Henry Hackford
- Luis Guzmán como Perez
- Ralph Brown como Hechicero

## Producción
En diciembre de 2022, se informó que Universal Pictures y Working Title contrataron a Melissa McCarthy para protagonizar la película escrita por Richard Curtis, que es una nueva versión de su película para televisión de la BBC de 1991, Bernard and the Genie. En enero de 2023, Paapa Essiedu se unió para protagonizar junto a McCarthy. Alan Cumming, quien interpreta al jefe de Bernard, interpretó a Bernard en la película para televisión.
Dirigida por Sam Boyd, la fotografía principal tuvo lugar en la ciudad de Nueva York en marzo de 2023.

## Estreno
Genie fue estrenada en Peacock el 22 de noviembre de 2023 y en Latinoamérica se estrenó en HBO Max.